# تری‌سلنید آرسنیک
تری‌سلنید آرسنیک (به انگلیسی: Arsenic triselenide) با فرمول شیمیایی As۲Se۳ یک ترکیب شیمیایی با شناسه پاب‌کم ۱۴۷۷۲ است. که جرم مولی آن 386.72 g/mol می‌باشد. شکل ظاهری این ترکیب، پودر سیاه-قهوه‌ای است.